# Morgi (powiat świecki)
Morgi  (też: Górne Morgi) – wieś kociewska w Polsce, położona w województwie kujawsko-pomorskim, w powiecie świeckim, w gminie Nowe, przy trasie drogi krajowej nr 91. 
| SIMC    | Nazwa       | Rodzaj    |
| ------- | ----------- | --------- |
| 0092960 | Dolne Morgi | część wsi |
| 0092976 | Górne Morgi | część wsi |

Miejscowość jest siedzibą sołectwa Morgi, w którego skład wchodzą również Dolne Morgi, Górne Morgi i Kończyce. Według Narodowego Spisu Powszechnego (III 2011 r.) wieś liczyła 412 mieszkańców. Jest czwartą co do wielkości miejscowością gminy Nowe.
W latach 1954–1959 wieś należała i była siedzibą władz gromady Morgi, po jej zniesieniu w gromadzie Nowe. W latach 1975–1998 miejscowość administracyjnie należała do województwa bydgoskiego.
Na terenie wsi znajdują się m.in. Zakłady mięsne "Nove" oraz Sala Królestwa Świadków Jehowy.